# South Holland and The Deepings (circonscription britannique)

South Holland et The Deepings dans le Lincolnshire.

La circonscription de South Holland et The Deepings est une circonscription électorale anglaise située dans le Lincolnshire, et représentée à la Chambre des communes du Parlement britannique depuis 1997 par John Hayes du Parti conservateur.